# Tejvir Boal
Tejvir Singh Boal (ur. 26 listopada 1999) – kanadyjski zapaśnik walczący w stylu wolnym. Zajął dwudzieste miejsce na mistrzostwach świata w 2023 roku. 
Srebrny medalista mistrzostw panamerykańskich w 2024. Trzeci na mistrzostwach panamerykańskich juniorów 2016, a także drugi w zawodach kadetów w 2016 i trzeci w 2015 roku.